# Euloxia beryllina
Euloxia beryllina är en fjärilsart som beskrevs av Edward Meyrick 1888. Euloxia beryllina ingår i släktet Euloxia och familjen mätare. Inga underarter finns listade i Catalogue of Life.